# Ichneumon inops
Ichneumon inops es una especie de insecto del género Ichneumon de la familia Ichneumonidae del orden Hymenoptera.

## Historia
Fue descrita científicamente por primera vez en el año 1880 por Holmgren.